# Metro de Ulán Bator
Metro de Ulán Bator (Mongol: Улаанбаатар метро) es un sistema de transporte público en las etapas de planificación en Ulán Bator, Mongolia. El proyecto del metro de Ulán Bator fue aprobado en 2012, y la construcción se planeó originalmente para completarse en 2020.
Se desconoce la fecha exacta de los estudios iniciales del proyecto. La planificación seria comenzó a principios de la década de 2000, cuando la población de la ciudad superó el millón.
A partir de 2010, la población de Ulán Bator es de 1.240.037 de habitantes y aumenta en casi 100.000 de habitantes al año. El problema del transporte se ve exacerbado por el clima severo y los largos inviernos. El movimiento del tráfico es difícil debido a la congestión, y el aire está muy contaminado por los gases de escape. La decisión se tomó a fines de 2011.
El proyecto está planificado para ser financiado por préstamos, por la capital de Japón y otras capitales de otros países. Es a partir de 2015 que el proyecto queda pospuesto por algunos años. En 2018 se reanudó la planificación. Se esperaba que el costo fuera de alrededor de $ 1.5 mil millones, bastante para un país con un PIB de $ 12 mil millones.
- Datos: Q15063915
- Multimedia: Ulaanbaatar Metro / Q15063915